# Ven Te Chow
Ven Te Chow (Hangzhou, China, 14 de agosto de 1914 - 30 de julio de 1981) fue un profesor en el departamento de Ingeniería Civil de la Universidad de Illinois desde 1951 a 1981.
Adquirió renombre internacional en los ámbitos de la hidrología e hidráulica. Se graduó en ingeniería civil en 1940 en Chaio Tung University en Shanghái (China), pasó varios años en China para enseñar. En 1948 fue para la Universidad Estatal de Pennsylvania ( Estados Unidos) donde obtuvo una Maestría y en 1950 obtuvo el doctorado por la Universidad de Illinois .
Obtuvo cuatro doctorados honorarios, y otros premios y honores, incluyendo el de miembro de la Academia Nacional de Ingeniería. .
Fue fundador de la Asociación Internacional de Recursos Hídricos  y primer presidente.
En Brasil, se desempeñó como consultor de hidrología para las obras de la presa de Tucuruí, incluyendo el vertedero.

## Obras
- Teoría de las Estructuras (en chino) con la edad de 27 años;
- Open Channel Hydraulics (1959); (traducido al español como: Hidráulica de los Canales Abiertos. Ven Te Chow. Editorial Diana, México, 1982. ISBN 968-13-1327-5)
- Handbook of Applied Hydrology (1964), como redactor jefe.

## Fuente
- Chow, V. T. ; Maidment, D. R.; Mays, L. W. (1988), Applied Hydrology, McGraw-Hill International editions,

- Datos: Q3108440